# مسلمو باتل
مسلمو باتِل، مصطلح مسلمو باتل يطلق على المتحولين من الديانة الهندوسية من طائفة باتيدار، التي تقطن بشكل أساسي في ولاية غوجارات في الهند. وهم مجتمع متميزة عن مجتمع البهرة السني، وهي جماعة أخرى من المسلمين الغوجاراتيين تستخدم أيضًا لقب باتل. الألقاب المشتركة تشمل غانغات، دلال، ديساي ومونشي.

## التاريخ والأصل
وفقًا لتقاليد المجتمع، كانوا في الأصل من الهندوس من طبقة الكورمي  الذين تحولوا إلى الإسلام على يد الشيخ الصوفي المدعوا سهاوة السند. وهم يتواجدون  في منطقة بهاروش، حيث يعيشون جنبًا إلى جنب مع مجتمع البهرة السنة، الذين يتقاسمون العديد من التقاليد. وهم مجتمع  يفضل زواج الأقارب، ولكن هناك حالات زواج مع البهرة السنة.